# Divide et impera
Divide et impera (latină: „dezbină și stăpânește”) este un principiu al puterii de stat, deseori aplicat de guvernele statelor multietnice, potrivit căruia cea mai bună metodă de gestionare a unui asemenea stat este provocarea dușmăniilor interetnice pentru impunerea voinței guvernului și slăbirea împotrivirilor.

## Originile expresiei
Expresia provine din latină unde exista și ca proverb: „Divide et impera”. În română este mai cunoscut ca: „divide și cucerește”, „dezbină și stăpânește”. Alte posibile traduceri ar fi: dezbină și impune-ți voința sau dezbină și domină.

## Strategie politică
în politică și sociologie, dezbină și stăpânește este o combinație de tactici (politice, militare sau economice) de câștigare și menținere a puterii prin divizarea unei populații în entități mai mici care luate separat au putere mai mică decât cel care își impune voința. Este deseori întâlnită ca o strategie în care grupuri de putere mică sunt împiedicate să se unească și să devină mai puternice.
Folosită efectiv, acestă strategie permite celor cu putere reală puțină să-și impună voința asupra celor care colectiv au putere mare (sau ar avea dacă ar reuși să se unescă).
Expresia este atribuită lui Filip al II-lea, rege al Macedoniei (382-336 î.Hr.), descriind politica sa împotriva orașelor-state grecești.
Această strategie necesită multă îndemânare și finețe politică, de asemenea o bună înțelegere a științei politice, istoriei, psihologiei.
Divide et impera funcționează numai dacă cei supuși acestor tactici sunt dispuși să urmeze această 'cale' (ex. este in avantajul personal) sau raționează îngust. Funcționează cel mai bine în societăți/populații în care competiția între familii nobiliare, clanuri, clase sociale, a fost acerbă înainte ca dominatorul/cuceritorul să se manifeste. De asemeni este favorizată de comunicarea proastă sau lipsa comunicării, între membrii unei populații.
În condițiile în care este greu de 'spart' o structura de putere deja existentă, se folosește tactica pașilor mici: se fac doar lucrurile/acțiunile realizabile (ex. cautare de 'fisuri' existente între membrii unei colectivități, nu de producere a unor 'fisuri' noi).
Strategia a fost folosită efectiv și eficient de catre administratorii imperiilor vaste, inclusiv de către cei ai Imperiului Roman și cel Britanic, care au „jucat” un trib împotriva celuilalt pentru a câștiga si menține controlul asupra teritoriilor lor cu un număr mic de trupe.
A fost strategia folosită de romani pentru a cuceri Britannia precum și de Anglo-Normanzi împotriva Irlandei.
Conceptul a fost mai proeminent în perioda în care India a fost parte a Imperiului Britanic. Britanicii au folosit strategia pentru a câștiga control asupra teritoriului și resurselor vaste ale Indiei prin menținerea populației divizate de-a lungul liniilor de demarcație date de religii, limbi vorbite, caste, etc. Folosind divide et impera au reușit să fie nu numai efectivi ci și eficienți.

## Elementele constitutive ale acestei strategii
- crearea sau neîmpotrivirea la formarea de grupuri înguste din populația vizată. Astfel de grupuri absorb resurse și previn alianțe care să provoace pe dominator.
- ajutarea și promovarea celor care sunt dispuși să colaboreze cu cel ce își impune voința, adesea acordându-le pământ, bogății, titluri, funcții ce aparțin unei persoane din același grup sau din grup „rival”.
- promovarea neîncrederii și neînțelegerii între membrii unui grup sau între grupuri.
- impunerea propriei voințe asupra grupurilor sau membrilor unui grup în vederea obținerii rezultatelor dorite. Impunerea se poate realiza în mod subtil sau în mod transparent. Un exemplu ar fi încurajarea cheltuielilor de lux (ex. palat strălucitor) care diminuează cheltuielile militare sau pe cele legate de manevre politice.